# 저스티스 리그 언리미티드
저스티스 리그 언리미티드(JLU, Justice League Unlimited)는 워너 브라더스 애니메이션이 제작하고 카툰 네트워크에서 방영한 미국 슈퍼 히어로 애니메이션 TV 시리즈이다. DC 코믹스 세계의 다양한 슈퍼히어로, 특히 저스티스 리그 슈퍼히어로 팀을 기반으로 한 이 작품은 이전 저스티스 리그 애니메이션 시리즈의 직접적인 속편이며 그로부터 약 2년 후에 등장한다. JLU는 2004년 7월 31일 투나미에서 데뷔하여 2006년 5월 13일에 종료되었다.
DC 애니메이티드 유니버스의 여덟 번째이자 마지막 시리즈로, 배트맨 (1992년 애니메이션)으로 시작된 공유 유니버스의 결론이다. 특히, DC 애니메이티드 유니버스 중 가장 연속성이 강한 쇼이며, 과거 시리즈의 캐릭터와 줄거리를 함께 엮는다. 저스티스 리그 언리미티드는 비평가들의 찬사를 받았다.

## 같이 보기
- 저스티스 리그: 두 지구의 위기